# Lydija Šimkutė
Lydija Šimkutė (ur. 1942) – poetka litewska i australijska.
Urodziła się na Żmudzi w 1942. W czasie II wojny światowej jej rodzice opuścili Litwę. Rodzina przebywała w obozach dla uchodźców w Niemczech i we Włoszech W 1949 przybyła do Australii. Šimkutė korespondencyjnie studiowała lituanistykę w Lithuanian Language Institute w Chicago oraz na uniwersytecie w Wilnie. Pisze po litewsku i angielsku.

## Twórczość
Wydała tomy Antrasis ilgesys (1978, Druga tęsknota), Prisiminimų imkarai (1982, Kotwice pamięci, obie AM&M Publications, Chicago), Vėjas ir šaknys (1991, Wiatr i korzenie, Vaga, Wilno), Vėjo žvilgesys – Wind Sheen (2003, Połysk wiatru) oraz dwujęzyczny litewsko-angielski wybór Tylos erdvės – Spaces of Silence (1999, Przestrzenie ciszy). W Austrii ukazał się wybór jej poezji w edycji angielsko-niemieckiej White Shadows – Weisse Schatten (2000, Białe cienie).

## Recepcja polska
W Polsce wydano wybór jej wierszy w tłumaczeniu (z litewskiego) Sygita Birgela (Sigitasa Birgelisa): Z daleka i z bliska (Wydawnictwo „Ausra”, 2003). Ponadto jej wiersze tłumaczył z angielskiego Leszek Engelking. Ukazały się one w piśmie Gościniec Sztuki.